# Hauser Arnold
Hauser Arnold (Temesvár, 1892. május 8. – Budapest, 1978. január 29.) filozófus, az MTA tagja (1977), művészettörténész, a művészetszociológiai irány képviselője.

## Életpályája
1910-ben iratkozott be a pesti egyetem bölcseleti fakultására filozófia, német és francia szakra. Megismerkedett Mannheim Károllyal és Lukács Györggyel, velük együtt a Vasárnapi kör tagja lett (ebbe a körbe járt Balázs Béla, Fülep Lajos, Antal Frigyes is.) Itt ismerkedett meg a művészettörténettel, majd annak szociológiai vonatkozásaival is. 1918-ban doktorált Az esztétikai rendszerezés problémája című disszertációjával. A Tanácsköztársaság idején a Közoktatási Népbiztosság előadójaként a művészeti oktatás reformálásán dolgozott.
1921-ben elhagyta az országot, tanulmányait Berlinben folytatta, A. Goldschmidt művészettörténeti és E. Troeltsch szociológiai előadásait hallgatta. 1924-ben Bécsbe költözött, ahol megélhetési problémák miatt tudományos munkásságot nem fejthetett ki. Olaszországban, Németországban tartózkodott, 1938-ig Bécsben élt, majd innen a nácizmus elől Londonba távozott.
Elméletében kezdetben Heinrich Wölfflin stílustörténeti módszerét követte, de a Vasárnapi körben megismert szociológia vonzásában áttért a művészettörténet szociológiai vonatkozásainak kutatására. Ebben a szellemben írta korszakalkotó művét A művészet és az irodalom társadalomtörténete címmel (az eredetit német nyelven írta Sozialgeschichte der Kunst und der Literatur címmel.) E műve tulajdonképp hatalmas kultúrtörténeti szintézis. Bírálói azt vetették szemére, hogy nem foglalkozik az egyes művekkel, de ennek Hauser is tudatában volt.
1953–1957 között a leedsi egyetemen tanított művészettörténetet. 1957–1959, illetve 1965–1966 között Amerikában volt vendégprofesszor.
1976-ban a Magyar Televízió portréfilmet készített róla. 1977 nyarán letelepedett Magyarországon, de terveinek valóra váltását betegsége és halála meghiúsította.

## Művei
- The Social History of Art; német eredetiben Sozialgeschichte der Kunst und Literatur (A művészet és irodalom társadalomtörténete I-II.) 1951.
- Philosophie der Kunstgeschichte (A művészettörténet filozófiája), 1957
- Der Manierismus. Die Krise der Renaissance und der Ursprung der modernen Kunst (Mannerism: The Crisis of the Renaissance and the Origin of Modern Art), 1964
- Soziologie der Kunst (Sociology of Art), 1974
- Im Gespräch mit Georg Lukács, 1978

### Magyarul
- Az esztétikai rendszerezés problémája; Franklin Ny., Bp., 1918
- A művészet és az irodalom társadalomtörténete, 1-2.; ford. Nyilas Vera, Széll Jenő, utószó Németh Lajos; Gondolat, Bp., 1968–1969
- A művészettörténet filozófiája; ford. Tandori Dezső; Gondolat, Bp., 1978
- Találkozásaim Lukács Györggyel; Akadémiai, Bp., 1978 (Korunk tudománya)
- A modern művészet és irodalom eredete. A manierizmus fejlődése a reneszánsz válsága óta; ford. Görög Lívia; Gondolat, Bp., 1980
- A művészet szociológiája; ford. Görög Lívia; Gondolat, Bp., 1982

## Lásd még
- A Magyar Tudományos Akadémia tagjainak listája (G–K)